# Doryfera johannae
El colibrí picolanza menor (Doryfera johannae), también denominado pico-de-lanza frentiazul (en Colombia) , pico-lanza de frente azul (en Perú), pico de lanza menor  o picolanza frentiazul (en Ecuador, Colombia y Venezuela)  es una especie de ave apodiforme de la familia Trochilidae, una de las dos pertenecientes al género Doryfera. Es nativo de América del Sur, en regiones andinas del noroeste y en los tepuyes del norte.

## Distribución y hábitat
Se distribuye en dos áreas disjuntas; a lo largo de la pendiente oriental de la cordillera de los Andes, desde el centro este de Colombia, este de Ecuador hasta el centro este de Perú, y en los tepuyes del sur de Venezuela, oeste de Guyana y adyacencias del extremo norte de Brasil.
Esta especie puede ser poco común a bastante común en sus hábitats naturales: a oriente de los Andes prefiere selvas húmedas de estribaciones montañosas bajas, colinas y tierras bajas adyacentes, especialmente en terrenos accidentados con quebradas oscuras, gargantas y afloramientos rocosos, generalmente en el estrato medio y el sub-dosel, pero puede bajar hasta el nivel de los arbustos en los bordes del bosque o las hembras para anidar; es más abundante en altitudes entre 800 y 1200 m. La subespecie guianensis habita aisladamente en los bosques tropicales y subtropicales de los tepuyes y no es registrado en áreas intermediarias; entre 900 y 2000 m.

## Sistemática

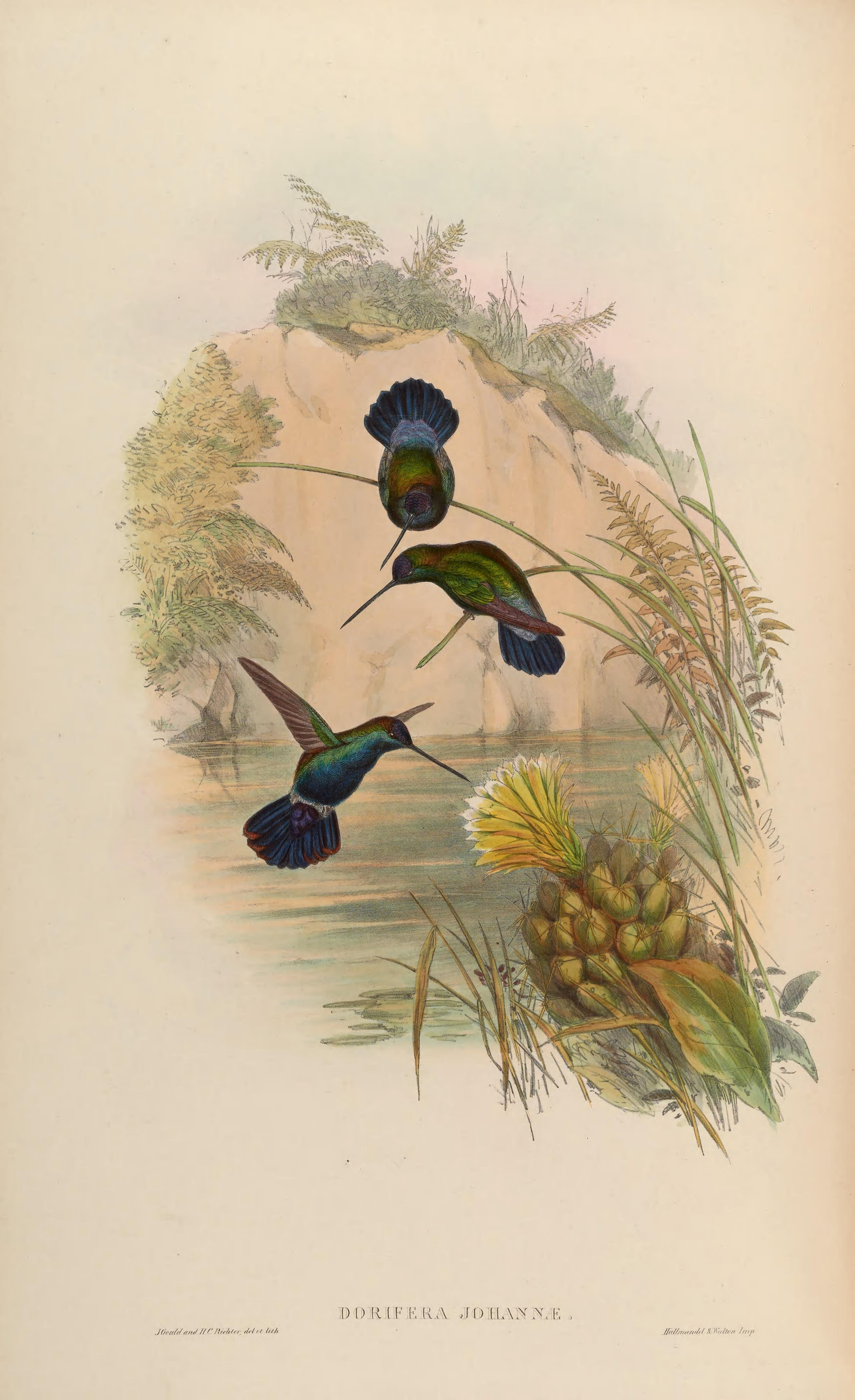
Doryfera johannae, ilustración de Gould y Richter en A monograph of the Trochilidae, or family of humming-birds vol. 2, 1861.

### Descripción original
La especie D. johannae fue descrita por primera vez por el ornitólogo francés Jules Bourcier en 1847 bajo el nombre científico Trochilus johannae; la localidad tipo es indefinida.

### Etimología
El nombre genérico femenino «Doryfera» se compone de las palabras del griego «doru» que significa ‘lanza’ y «pherō» que significa ‘que carga’; y el nombre de la especie «johannae», conmemora a Johanna Loddiges (fl. 1847) hija de George Loddiges, especialista británico en colibríes.

### Subespecies
Según las clasificaciones del Congreso Ornitológico Internacional (IOC)  y Clements Checklist/eBird  se reconocen dos subespecies, con su correspondiente distribución geográfica:
- Doryfera johannae johannae (Bourcier) 1847 – pendiente oriental de los Andes Orientales del centro este de Colombia hacia el sur hasta el centro (Junín) y sureste (Cuzco y Madre de Dios) de Perú.
- Doryfera johannae guianensis (Boucard), 1893 – tepuyes del sur de Venezuela, oeste de Guyana y adyacente norte de Brasil (norte de Amazonas y Roraima).